# Italian Series of Poker 2024
Le Italian Series of Poker 2024 si sono tenute dal 16 al 27 maggio 2024 a Nova Gorica, in Slovenia, presso il casinò Perla.
Si è trattata della 14ª edizione dei Campionati Italiani, che ha visto la partecipazione di quasi 2000 partecipanti suddivisi in 25 tornei.
Il programma completo della manifestazione è stato pubblicato sul sito ufficiale  nel mese di marzo 2024.

## Main Event
Il Main Event ha laureato come campione italiano il padovano Paolo Fantini, che ha avuto la meglio sul giocatore svizzero Martin Ehrensperger.

### Evento 14 - Campionato Italiano Main Event[3]
- Luogo: Casino Perla, Nova Gorica
- Buy-in: € 990
- Data: 24-27 maggio 2024
- Partecipanti: 199
- Montepremi: € 165.200
- Giocatori a premio: 20

## Copertura televisiva del Main Event e Risultati
Poker Italia TV, evento #14 - Main event, su YouTube, 29 maggio 2024.
| Tavolo finale | Tavolo finale         | Tavolo finale |
| Posizione     | Nome                  | Premio        |
| ------------- | --------------------- | ------------- |
| 1             | Paolo Fantini         | € 40.000      |
| 2             | Martin Ehrensperger   | € 25.000      |
| 3             | Domenico Battista     | € 19.000      |
| 4             | Martynas Miliauskas   | € 14.000      |
| 5             | Paolo Pacciani        | € 10.500      |
| 6             | Vincenzo Mangiapane   | € 8.000       |
| 7             | Attilio Gatta         | € 6.300       |
| 8             | Alessandro Longobardi | € 5.000       |

## Eventi preliminari delle Italian Series of Poker
Il torneo di apertura (Campionato Italiano Deep) con 424 iscritti è stato vinto da Paolo Fantini a spese del Bielorusso Uladzimir Luchkou, mentre l'esperto giocatore di varianti, Lorenzo Laganà, ha trionfato nella specialità Omaha. Tra gli eventi speciali, la forlivese Monica Poggi si è laureata campionessa italiana Ladies per la seconda volta consecutiva. Lo specialista Dario De Toffoli vince il suo sesto titolo di Campione Italiano nella variante Omaha Hi-Lo. Due successi nell'arco di sette giorni per Federico Priviteraː il 6-Max e l'esclusivo Tournament of Champions, dove possono iscriversi solo i giocatori in possesso di un titolo di Campione Italiano.
| Main Event       | Torneo principale delle Italian Series of Poker, incorona il Campione Italiano. |
| Eventi esclusivi | Tornei speciali riservatiː Giornalisti, Ladies, Interforze, League event e Tournament of Champions, competizione esclusiva per chi ha vinto almeno un titolo, o un bracciale ISOP. |

| N. | TV table           | Data                  | Evento                                                              | Entries | Vincitore          | Premio         | Runner Up              | Terzo Classificato     |
| -- | ------------------ | --------------------- | ------------------------------------------------------------------- | ------- | ------------------ | -------------- | ---------------------- | ---------------------- |
| 1  | Video, su YouTube. | 16/05/2024 20/05/2024 | € 270 + 30 Campionato Italiano Deep                                 | 424     | Fantini Paolo      | € 25.000       | Uladzimir Luchkou      | Andrea Darduin         |
| 2  |                    | 17/05/2024            | € 270 + 30 Pot Limit Omaha - POY Championship                       | 75      | Lorenzo Laganà     | € 5.000        | Davide Quadri          | Pasquale Vinci         |
| 3  |                    | 18/05/2024            | € 170 + 30 Pot Limit Omaha - 9 Max                                  | 57      | Angelo Pavan       | € 2.500        | Christophe Girard      | Anthony Young          |
| 4  |                    | 18/05/2024            | € 200 + 30 No Limit Hold'em - Campionato Italiano 8 Max Super KO    | 119     | Giovanni Fama      | € 3.000        | Danilo Colomba         | Alessandro Vinci       |
| 1s | Video, su YouTube. | 18/05/2024            | € 100 + 25 No Limit Hold'em - Campionato Italiano Interforze        | 10      | Antonio Fidanza    | € 450          | Andrea Demontis        | Marco Scarpa           |
| 5  |                    | 19/05/2024            | € 220 + 30 Mixed Games/ No Limit Hold'em/ PLO 8-Max                 | 36      | Stefano Cattelani  | € 2.500        | Angelo Pavan           | Michele Rinaldi        |
| 6  | Video, su YouTube. | 19/05/2024            | € 170 + 30 No Limit Hold'em - 6 Max Championship                    | 114     | Federico Privitera | € 6.000        | Amarildo Mehmeti       | David Capozza          |
| 7  | Video, su YouTube. | 20/05/2024 21/05/2024 | € 360 + 40 Pot Limit Omaha - Campionato Italiano 8 Max              | 52      | Lorenzo Negri      | € 6.000        | Pavol Guriš            | Diego De Santis        |
| 8  |                    | 20/05/2024            | € 75 + 50 No Limit Hold'em - KO                                     | 105     | Samir Rusic        | € 1.990        | Brian Moro             | Pasan Hasimovic        |
| 9  |                    | 21/05/2024 22/05/2024 | € 360 + 40 No Limit Hold'em - 6 Max                                 | 74      | Michael Toninello  | € 6.000        | Guglielmo Di Benedetto | Franco Scaccia         |
| 10 |                    | 21/05/2024            | € 220 + 30 Omaha Hi/Lo                                              | 26      | Dario De Toffoli   | € 2.100        | Marco De-Pol           | Giancarlo Viezzi       |
| 11 |                    | 21/05/2024            | € 125 + 25 Crazy Pineapple                                          | 36      | Wissam Ouertani    | € 1,500        | Vincenzo Palasciano    | Salvatore Iaquinangelo |
| 12 |                    | 22/05/2024            | € 220 + 30 No Limit Hold'em - Campionato Italiano Freezout          | 51      | Manuel Ferrari     | € 3.500 (deal) | Renato Brumotti        | Enrico Mosca           |
| 2s |                    | 22/05/2024            | € 125 + 25 No Limit Hold'em - Campionato Italiano ISOP League event | 19      | Carmelo Vasta      | € 1.100        | Cataldo Valletta       | Alessio Liscia         |
| 13 |                    | 22/05/2024            | € 125 + 25 No Limit Hold'em - Campionato Italiano Turbo             | 39      | Wissam Ouertani    | € 2.200        | Riccardo D'Urso        | Leonardo Criscuolo     |
| 3s | Video, su YouTube. | 23/05/2024            | € 100 + 20 No Limit Hold'em - Campionato Italiano Giornalisti       | 11      | Fabio Scepi        | € 550          | Dario De Toffoli       | Stefano De Grandis     |
| 14 | Video, su YouTube. | 24/05/2024 27/05/2024 | € 900 + 90 No Limit Hold'em - Campionato Italiano Main Event        | 199     | Paolo Fantini      | € 40.000       | Martin Ehrensperger    | Domenico Battista      |
| 15 |                    | 23/05/2024 25/05/2024 | € 60 + 20 No Limit Hold'em - Campionato Italiano Hercules           | 169     | Giovanni Drago     | € 3.000        | Gianluigi Rosi         | Alberto Favaro         |
| 16 |                    | 24/05/2024            | € 85 + 15 No Limit Hold'em - Campionato Italiano Ladies             | 17      | Poggi Monica       | € 760          | Giulia Tonini          | Pamela Notarnicola     |
| 17 | Video, su YouTube. | 25/05/2024 26/05/2024 | € 450 + 50 No Limit Hold'em - Campionato Italiano PRO               | 54      | Jernej Skorjanc    | € 10,000       | Alessio Liscia         | Dragan Zaric           |
| 18 |                    | 26/05/2024            | € 120 + 20 No Limit Hold'em - Campionato Italiano 8 Max KO          | 80      | Andrea Benelli     | € 2.650        | Massimiliano Palmieri  | Sara Pieri             |
| 19 |                    | 26/05/2024            | € 125 + 25 No Limit Hold'em - Campionato Italiano Win the Button    | 43      | Dario Quattrucci   | € 2.500        | Marco Falaschi         | Lorenzo Acampora       |
| 4s |                    | 26/05/2024            | € 300 No Limit Hold'em - Tournament Of Champions                    | 12      | Federico Privitera | € 1.650        | Lorenzo Montanera      | Carlo Medda            |
| 20 |                    | 27/05/2024            | € 175 + 25 No Limit Hold'em - Campionato Italiano 8 Max             | 35      | Cataldo Valletta   | € 2.040        | Severino Bettini       | Ettore Ricci           |
| 21 |                    | 27/05/2024            | € 125 + 25 No Limit Hold'em - Campionato Italiano Short Stack       | 21      | Daniel Franco      | € 1.000        | Alessio Liscia         | Antonino Vaccaro       |